# Cole Aldrich
Pour les articles homonymes, voir Aldrich.
Cole David Aldrich, né le 31 octobre 1988 à Bloomington dans le Minnesota, est un joueur américain de basket-ball. Il évolue au poste de pivot et mesure 2,06 m.

## Biographie

### Carrière universitaire
Il joue trois saisons dans l'équipe universitaire des Jayhawks de l'Université du Kansas. Pendant cette période, il remporte le championnat de la conférence Big 12 chaque année ainsi que le championnat NCAA en 2008.
Aldrich est élu défenseur de l'année de la conférence Big 12 en 2009 et en 2010.

### Carrière professionnelle
Le 29 mars 2010, il annonce son intention de prendre part à la Draft 2010 de la NBA. Il est choisi en onzième position par les Hornets de la Nouvelle-Orléans et est aussitôt envoyé au Thunder d'Oklahoma City. Le 6 août 2010, il signe son contrat de rookie et s'engage officiellement avec le club. Le 24 novembre 2010, le club l'envoie aux 66ers de Tulsa en NBA Development League. Il est rappelé dans l'équipe principale le 6 décembre 2010. Le 30 décembre 2010, il retourne chez les 66ers. Le 2 février 2011, il est rappelé dans l'effectif du Thunder et envoyé en D-League une troisième fois le 30 mars 2011. Aldrich participe aux finales NBA 2012 avec le Thunder mais son équipe s'incline contre le Heat de Miami.
En octobre 2012, il rejoint les Rockets de Houston avec James Harden, Daequan Cook et Lazar Hayward contre Kevin Martin, Jeremy Lamb et des tours de draft.
Le 20 février 2013, Aldrich est transféré aux Kings de Sacramento avec Toney Douglas et Patrick Patterson contre Francisco Garcia, Thomas Robinson et Tyler Honeycutt.
Le 24 septembre 2013, Aldrich signe avec les Knicks de New York. Le 29 janvier 2014, il est envoyé aux BayHawks d'Érié. Le lendemain, il est rappelé dans l'effectif des Knicks. Le 12 mars 2014, il réalise le premier double-double de sa carrière lors de sa première titularisation dans un match NBA qu'il termine avec douze points et dix rebonds.
Le 11 juillet 2014, Aldrich resigne avec les Knicks. Le 15 avril 2015, il réalise son record de points en carrière en marquant 24 points lors de la défaite des siens 112 à 90 contre les Pistons de Détroit.
Le 10 juillet 2015, il signe un contrat de deux ans avec les Clippers de Los Angeles.
Le 13 juillet 2016, il s'engage pour trois saisons et 22 millions de dollar avec les Timberwolves du Minnesota. Le 30 juin 2018, il est coupé par les Wolves avant sa dernière année de contrat.
Le 18 septembre 2018, il s'engage avec les Hawks d'Atlanta mais il est coupé le 2 octobre 2018.
Il quitte les États-Unis pour la Chine et l'équipe des Tianjin Gold Lions.

## Records personnels sur une rencontre de NBA
Les records personnels de Cole Aldrich, officiellement recensés par la NBA sont les suivants :
| Type de statistique        | Saison régulière | Saison régulière                               | Saison régulière               | Playoffs | Playoffs                  | Playoffs      |
| Type de statistique        | Record           | Adversaire                                     | Date                           | Record   | Adversaire                | Date          |
| -------------------------- | ---------------- | ---------------------------------------------- | ------------------------------ | -------- | ------------------------- | ------------- |
| Points                     | 24               | Pistons de Détroit                             | 15 avril 2015                  | 11       | Trail Blazers de Portland | 27 avril 2016 |
| Paniers marqués            | 11               | Pistons de Détroit                             | 15 avril 2015                  | 5        | Trail Blazers de Portland | 27 avril 2016 |
| Paniers tentés             | 16               | @ Trail Blazers de Portland Pistons de Détroit | 28 décembre 2014 15 avril 2015 | 6        | 2 fois                    |               |
| Paniers à 3 points réussis |                  |                                                |                                |          |                           |               |
| Paniers à 3 points tentés  |                  |                                                |                                |          |                           |               |
| Lancers francs réussis     | 7                | @ Wizards de Washington                        | 28 décembre 2015               | 1        | 5 fois                    |               |
| Lancers francs tentés      | 8                | @ Wizards de Washington                        | 28 décembre 2015               | 2        | 4 fois                    |               |
| Rebonds offensifs          | 9                | @ Trail Blazers de Portland                    | 28 décembre 2014               | 3        | 2 fois                    |               |
| Rebonds défensifs          | 14               | @ Jazz de l'Utah                               | 8 avril 2016                   | 7        | Trail Blazers de Portland | 20 avril 2016 |
| Rebonds totaux             | 19               | @ Trail Blazers de Portland                    | 28 décembre 2014               | 8        | Trail Blazers de Portland | 20 avril 2016 |
| Passes décisives           | 5                | 3 fois                                         |                                | 2        | Trail Blazers de Portland | 27 avril 2016 |
| Interceptions              | 5                | @ Jazz de l'Utah                               | 8 avril 2016                   | 2        | 3 fois                    |               |
| Contres                    | 5                | Raptors de Toronto @ Warriors de Golden State  | 16 avril 2014 14 mars 2015     | 2        | Trail Blazers de Portland | 20 avril 2016 |
| Balles perdues             | 5                | @ Grizzlies de Memphis                         | 5 janvier 2015                 | 2        | Trail Blazers de Portland | 17 avril 2016 |
| Minutes jouées             | 40               | 2 fois                                         |                                | 16       | Trail Blazers de Portland | 27 avril 2016 |

- Double-double : 15 (au 21/11/2017)
- Triple-double : aucun.

## Palmarès
- Champion de la Conférence Ouest en 2012 avec le Thunder d'Oklahoma City.
- Champion de la Division Nord-Ouest en 2012 avec le Thunder d'Oklahoma City.
- NCAA champion (2008)
- Consensus second-team All-American (2010)
- Big 12 Defensive Player of the Year (2009)
- First-team All-Big 12 (2009)
- All-Big 12 Defensive team (2009)
- Second-team Parade All-American (2007)
- McDonald's All-American (2007)